# HD 196629
HD 196629，又名BD+31 4160，SAO 70289、HR 7887，是一颗恒星，视星等为6.49，位于銀經72.89，銀緯-5.76，其B1900.0坐标为赤經20h 33m 28.9s，赤緯+31° -5.76′ 24″。